# Little Brother (romanzo)
Little Brother, conosciuto anche come X, è un romanzo scritto da Cory Doctorow, pubblicato in originale nel 2008 da Tor Books ed edito per la prima volta in Italia nel 2009 da Newton Compton Editori.
L'autore è un fervente sostenitore della liberalizzazione del sistema del diritto d'autore tanto da affermare:
(Cory Doctorow)
Ha quindi deciso di rendere disponibile gratuitamente con una licenza Creative Commons (CC BY-NC-SA) questo romanzo in lingua inglese tramite il suo sito web.

## Trama

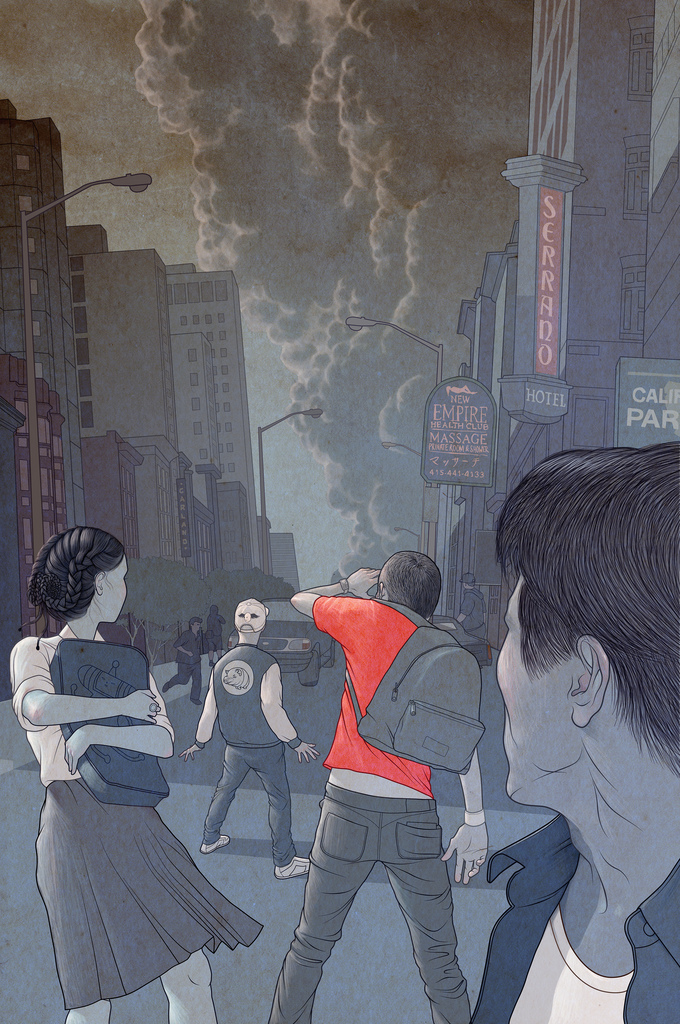
Esplosione del ponte (illustrazione di Richard Wilkinson).

Ambientato nella San Francisco di un futuro non ben definito (Windows Vista è ancora installato in molti computer pur essendo definito obsoleto), il romanzo inizia con Marcus, il personaggio principale, che decide di fuggire di soppiatto da scuola per andare a giocare ad Harajuku Fun Madness, il gioco del momento, assieme ai suoi tre miglior amici: Daryll, Vaness e Jolu. Sfortunatamente per loro questo li porta ad essere presenti quando un attentato terroristico colpisce uno dei ponti più importanti della città (e, come scopriranno in seguito, anche parte della metropolitana).
Nel caos successivo all'esplosione, mentre tutti cercano di rifugiarsi nella metropolitana, Daryll viene accoltellato da qualcuno nella folla.
Spaventato dalla situazione il gruppo cerca di attirare l'attenzione di un'ambulanza per chiedere aiuto, riuscendo però a farsi notare unicamente da una volante del Dipartimento della sicurezza interna che arresta i ragazzi, sospettandoli di essere gli autori dell'attacco.

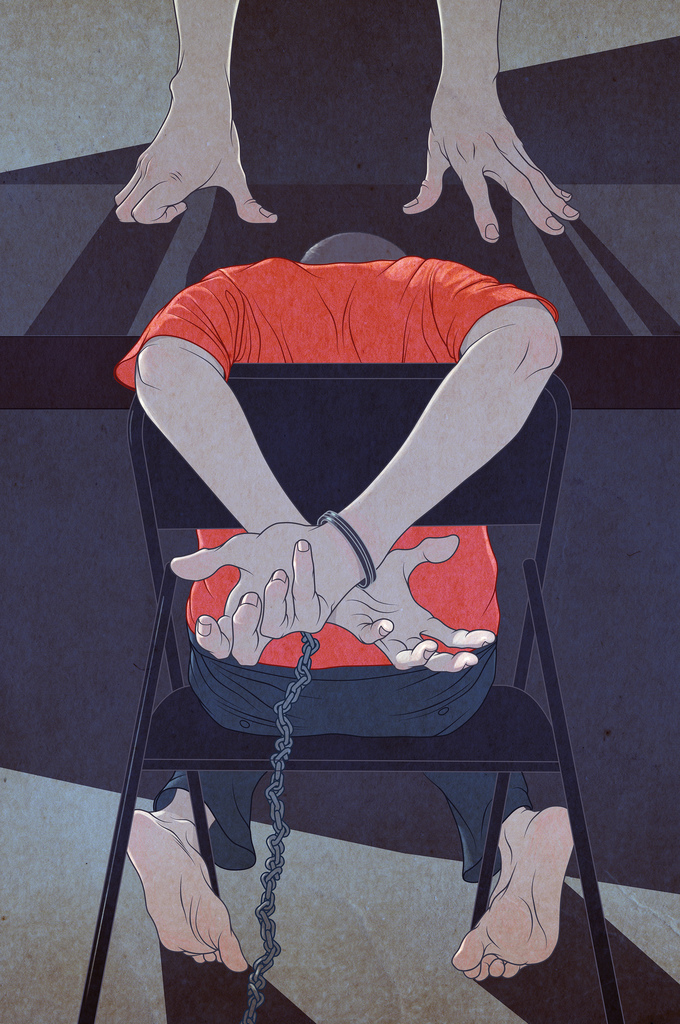
Marcus sotto interrogatorio (illustrazione di Richard Wilkinson).

I quattro amici vengono prima imprigionati in una prigione segreta e poi sottoposti a continui interrogatori e torture, unicamente per essersi trovati nel posto sbagliato al momento sbagliato. Il profondo rispetto che Marcus prova per la privacy non facilita la cosa: più volte si rifiuta infatti di far controllare agli agenti il suo telefono e la sua mail, ritenendo il gesto una violazione dei suoi diritti.
Dopo 5 giorni di prigionia, durante i quali i genitori si erano convinti che i ragazzi fossero morti nell’esplosione, Marcus (umiliato e privato della sua privacy) viene rilasciato insieme a Vanessa e Jolu, dopo essere stato pesantemente minacciato e con l'ordine di non raccontare a nessuno del suo periodo di detenzione.
I ragazzi trovano una città cambiata: è diventata di fatto uno Stato di polizia, in cui ogni passo o movimento di denaro viene controllato minuziosamente dagli agenti del Dipartimento. Inoltre, molti cittadini sono detenuti senza accuse e interrogati con pratiche proibite dalla legge.
Marcus non riesce ad accettare la cosa: non vuole permettere che i diritti umani fondamentali vengano violati in nome della lotta al terrorismo e decide di contrattaccare sfruttando le sue conoscenze tecnologiche.

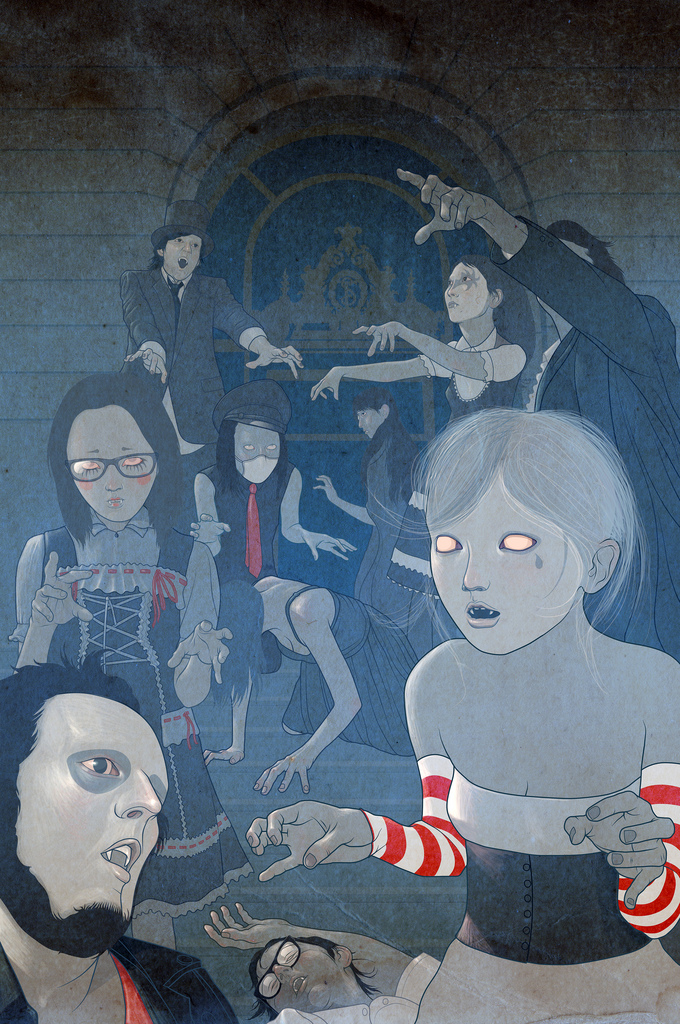
Flash mob organizzato da Marcus per distrarre il Dipartimento (illustrazione di Richard Wilkinson).

Pur consapevole di correre un grande rischio perché ancora controllato dal dipartimento, Marcus distribuisce ad alcuni suoi amici una copia di ParanoidLinux, un sistema operativo che permette di navigare in modo completamente anonimo, così da poter parlare senza il rischio di essere spiati dal Dipartimento. Involontariamente, questo suo gesto dà il via alla creazione di una vera e propria rete chiamata Xnet popolata principalmente da studenti felici di poter navigare senza essere controllati. In seguito, grazie ad Xnet, si crea un vero e proprio movimento anti-establishment che vede come portavoce l'utente "M1k3y", nuovo nickname di Marcus. Il suo primo alias, W1n5t0n, era infatti troppo conosciuto e il Dipartimento avrebbe potuto riconoscerlo.
Solo la successiva decisione di Marcus di esporsi pubblicamente e raccontare ad una giornalista la sua storia permette un ritorno alla normalità. I soprusi subiti dal ragazzo e le prove di altri abusi di potere raccolte tramite Xnet costringono infatti il governo a prendersi la responsabilità delle sue azioni e a liberare tutti i prigionieri detenuti ingiustamente (tra cui Daryll).
La vittoria si rivela solo parziale: c'è stata una pubblica ammissione di colpa, tuttavia il governo stesso assolve gli agenti colpevoli punendoli unicamente con un trasferimento ad altro luogo di lavoro.

## Personaggi
- Marcus Yallow - Personaggio principale, studente dell'ultimo anno al liceo Cesar Chavez. Insieme a Jolu, Van e Daryll (i suoi migliori amici) viene arrestato con l'accusa di essere un possibile terrorista. Questa esperienza fa nascere in lui un sentimento di rivalsa che lo porta a decidere di combattere il Dipartimento.
- Jose Luis Torrez (Jolu) - Studente di una scuola cattolica vicina al liceo Cesar Chavez. Grazie alle sue conoscenze sulla programmazione e il suo lavoro (la sua bravura gli ha permesso di ottenere un lavoro a 12 anni in un ISP locale) riesce ad aiutare Marcus in più di un'occasione.
- Vanessa Pak (Van) - Unica ragazza del gruppo. Dopo essere stata liberata decide di rimanere il più lontana possibile dai guai, forse memore della fuga dei suoi genitori dalla Corea del Nord.
- Daryll Glover - Compagno di classe e migliore amico di Marcus. Dopo l'attacco terroristico è l'unico del gruppo a non essere rilasciato.
- Angela Carvelli (Ange) - Inizialmente semplice amica di Jolu, proseguendo con la storia inizia una relazione con Marcus. È una ragazza indipendente, disinibita e con una volontà molto forte.
- Drew Yallow - Padre di Marcus. La paura che il figlio fosse morto durante l'attentato terroristico lo ha segnato così tanto da fargli sostenere ogni azione del Dipartimento della Sicurezza Interna. Questo cambio di mentalità lo porta a discutere con Marcus molte volte nel corso della storia.
- Lilian Yallow - Madre di Marcus, nata in Inghilterra ma espatriata in America durante le superiori. Cerca di mediare le discussioni tra suo marito e Marcus, nonostante appaia evidente che il suo pensiero è molto più simile a quello del figlio.
- Charles Walker - Compagno di classe di Marcus e suo acerrimo nemico. Si è sempre comportato da bullo con tutti i ragazzi ma è riuscito ad evitare le punizioni diventando la spia di Fred Benson.
- Fred Benson - Uno dei tre vicepresidi del liceo Cesar Chavez. Odia Marcus da anni e cerca ogni scusa per sfruttare la sua autorità e punirlo.
- La signorina Galvez - Professoressa di Educazione civica. Unica professoressa che Marcus rispetta, sia per la passione che dimostra nel suo lavoro sia perché ha opinioni simili alle sue riguardanti la sicurezza e le libertà del cittadino.
- Carrie Johnstone (La donna dai capelli rigidi) - Responsabile del Dipartimento della Sicurezza Interna. È una donna fredda e spietata che non si fa problemi ad usare ogni mezzo pur di ottenere quello che vuole.
- Barbara Stratford - Giornalista d'inchiesta per il San Francisco Bay Guardian. Grazie alla testimonianza di Marcus scriverà l'articolo che svelerà tutti gli abusi del Dipartimento per la Sicurezza Interna.
- Masha - Studentessa della stessa età di Marcus. Poco prima dell'attentato minaccia Marcus di divulgare la prova che avesse saltato la scuola. Alla fine del libro viene rivelato che era stata arrestata anche lei e ha accettato di lavorare per il Dipartimento.
- Zeb - Ex detenuto della Guantanamo della Baia (prigione segreta del Dipartimento). Riesce ad evadere ma prima di fuggire contatta Marcus per informarlo dell'esistenza della prigione e dello stato di salute di Daryll, suo compagno di cella.

## Temi affrontati
Sono molti i temi trattati, più o meno approfonditamente, da Little Brother: l'amicizia, il primo amore, i rapporti tra adolescenti e genitori, i meccanismi di formazione di un sistema totalitario, il rapporto tra società ed individuo, l'attivismo sociale e le libertà civili. Più di tutti però viene trattato il tema della tecnologia e di come quest'ultima può essere usata: al contrario della visione di Orwell, secondo cui la tecnologia è unicamente al servizio del potere, qui viene spiegato che grazie ad essa è possibile combattere ad armi pari contro chiunque.
(Marcus Yallow, protagonista di Little Brother)
Alcuni dei temi elencati sopra, uniti a tematiche come la paura, il sesso, la lealtà, la paranoia e la tortura, rappresentano un terreno insolito per il pubblico principale cui è rivolto il romanzo, ovvero i giovani adulti. In una intervista al Journal of Adolescent & Adult Literacy l'autore ha risposto che fortunatamente non c'è stata nessuna richiesta di censurare determinati argomenti da parte dell'editore.

## Corredo editoriale
Il libro ha due postfazioni: la prima scritta da Bruce Schneier (noto esperto di crittografia) e la seconda da Andrew "bunnie" Huang (hacker famoso principalmente per aver hackerato la Xbox).
Ogni capitolo dell'edizione ebook presenta una dedica ad una diversa libreria. In ordine vengono citati: Bakka Phoenix Books, Amazon.com, Borderlands Books, Barnes & Noble, Secret Headquarters, Powell's City of Books, Books of Wonder, Borders, Compass Books/Books Inc., Anderson's Bookshops, University Book Store dell'Università di Washington, Forbidden Planet, Books-A-Million, Mysterious Galaxy, Chapters/Indigo Books, Booksmith, Waterstone's, Sophia Books, MIT Press Bookshop, The Tattered Cover, Pages Books e Hudson Booksellers.

## Ricezione e critica
Il romanzo debutta nel maggio 2008 al nono posto nell'elenco dei best seller del The New York Times nella sezione "Children’s Chapter Books". Il 15 giugno 2008 il libro sale all'ottavo posto, posizione che mantiene fino al 29 giugno 2008 quando esce dalla lista dopo esserci rimasto per 6 settimane. Pochi mesi dopo viene citato tra i migliori libri consigliati ai bambini per il 2008.
La critica accoglie positivamente il romanzo. Eric Brown per The Guardian lo definisce come "una lettura eccezionale". Austin Grossman nella sua recensione per il New York Times critica alcuni cambiamenti di tono nel libro: passaggi troppo repentini tra le prime esperienze amorose del protagonista e disquisizioni tecniche sui protocolli internet. Tuttavia ritiene che meriti un posto a fianco di capolavori come 1984 o Fahrenheit 451.
(Austin Grossman, The New York Times)
Kirkus review descrive il libro come un tributo didattico impenitente a 1984 e lo definisce "uno sguardo terrificante sul futuro o sul presente".John Baichtal lo definisce come un manuale per i nostri bambini per salvare il futuro. Scrive:
(John Baichtal, Wired)

### Premi e riconoscimenti
- 2008 - Emperor Norton Award[12]
- 2009 - Premio John Wood Campbell Memorial[13]
- 2009 - Premio Prometheus[14]
- 2009 - Sunburst Award[15]
- 2009 - White Pine Award[16]
- 2009 - Golden Duck Awards[17]
- 2010 - Premio Italia[18]

Oltre questi premi ha ricevuto candidature come miglior romanzo per i premi Nebula, Locus e Hugo.

## Opere derivate

### Audiolibro
È stato creato un audiolibro prodotto dalla Random House Audio disponibile gratuitamente.

### Film
Cory Doctorow annuncia nel 2009 tramite il suo blog che la casa di produzione Angry Films ha comprato i diritti per una possibile trasposizione cinematografica.
Nel 2015 la Paramount acquista i diritti mantenendo Don Murphy come produttore.

### Teatro
Nel 2009 viene allestita una prima produzione dal vivo dal Griffin Theatre di Chicago adattata da William Massolia. Questo primo adattamento viene accolto positivamente dalla critica: Sci-fi Wire elogia la produzione (pur criticando l'esposizione di alcuni argomenti trattati perché ritenuti troppo tecnici per un pubblico normale) descrivendola come: 
(William Shunn, Sci-fi Wire)
Il Chicago Sun-Times al contrario elogia l'adattamento perché comprensibile anche a non esperti.
Nel 2012 viene annunciato un altro adattamento teatrale, questa volta diretto da Josh Costello. Lo spettacolo viene arricchito con una colonna sonora originale prodotta da Chris Houston, una coreografia originale creata da Daunielle Rasmussen e proiezioni video animate. Charlie Jane Anders di IO9 lo ritiene uno spettacolo da non perdere e scrive:
(Charlie Jane Anders, Io9)

## Edizione italiana
In Italia il romanzo è stato edito per la prima volta da Newton Compton Editori con il titolo X.
- Cory Doctorow, X, traduzione di Francesco Graziosi, Roma, Newton Compton, 2009,  p. 331, ISBN 9788854116290.

Nel 2015 Multiplayer Edizioni ha ripubblicato il libro con il titolo originale, mantenendo la traduzione di Francesco Graziosi.
- Cory Doctorow, Little Brother, traduzione di Francesco Graziosi, Terni, Multiplayer Edizioni, 2015,  p. 368, ISBN 9788863553109.

## Riferimenti a1984
- Il romanzo cita 1984 di George Orwell sia con il titolo, richiamo al Grande Fratello, sia con il primo nickname scelto da Marcus: W1n5t0n (ovvero "Winston", il nome del protagonista del romanzo).

## Sequel
È stato pubblicato un seguito, in originale da Tor Books e in Italia da Multiplayer Edizioni, chiamato Homeland.
Ambientato anni dopo i fatti del primo libro, Homeland presenta una California sull'orlo del collasso economico. Grazie al suo passato, Marcus è riuscito a trovare lavoro per un noto politico; tuttavia quando Masha si ripresenta portando prove di reati di aziende e governi, lui si trova a dover decidere cosa fare di quel materiale. Il protagonista è quindi tormentato da una scelta: divulgare tutto come promesso a Masha, o seguire il suo sesto senso, che gli suggerisce di non pubblicare i documenti senza conoscerne esattamente il contenuto?